# Hyperthaema pulchra
Hyperthaema pulchra är en fjärilsart som beskrevs av Rothschild 1935. Hyperthaema pulchra ingår i släktet Hyperthaema och familjen björnspinnare. Inga underarter finns listade i Catalogue of Life.